# Fruitland (Oregon)
Fruitland az Amerikai Egyesült Államok északnyugati részén, Oregon állam Marion megyéjében elhelyezkedő önkormányzat nélküli település.